# St. Peter und Paul (Svojanov)

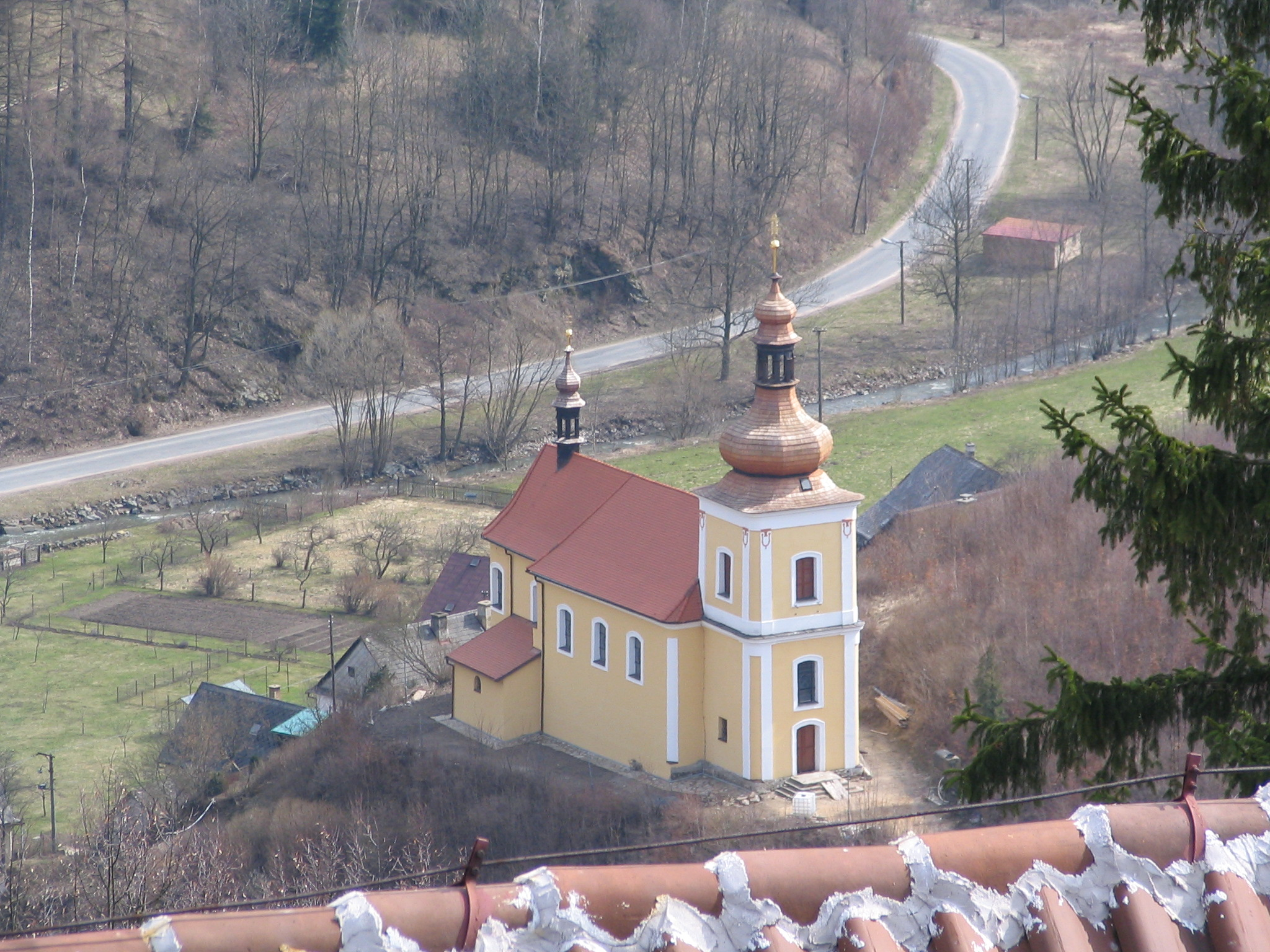
Blick von der Burg Svojanov auf die Kirche

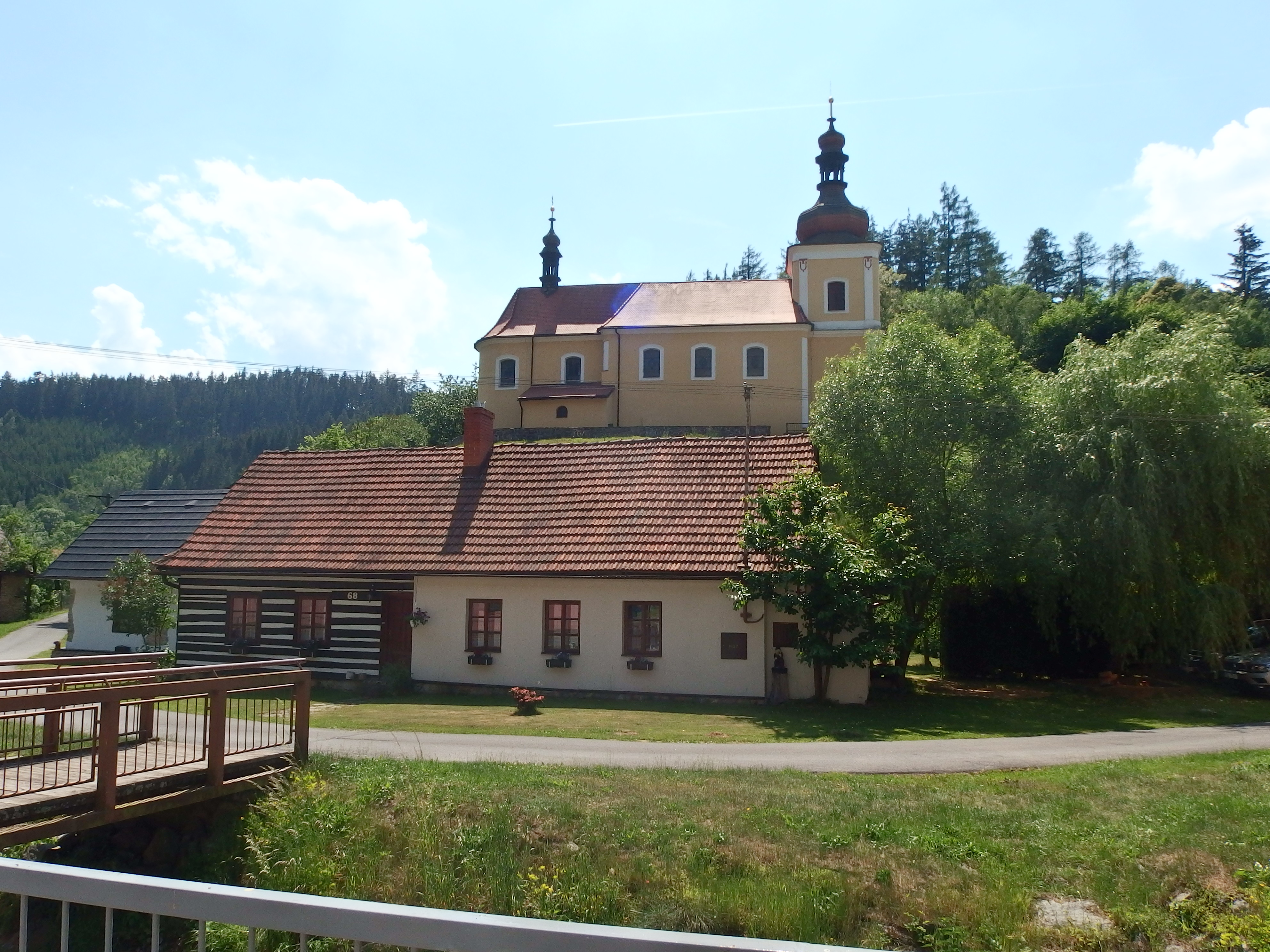
Blick von Steg über die Křetínka zur Kirche

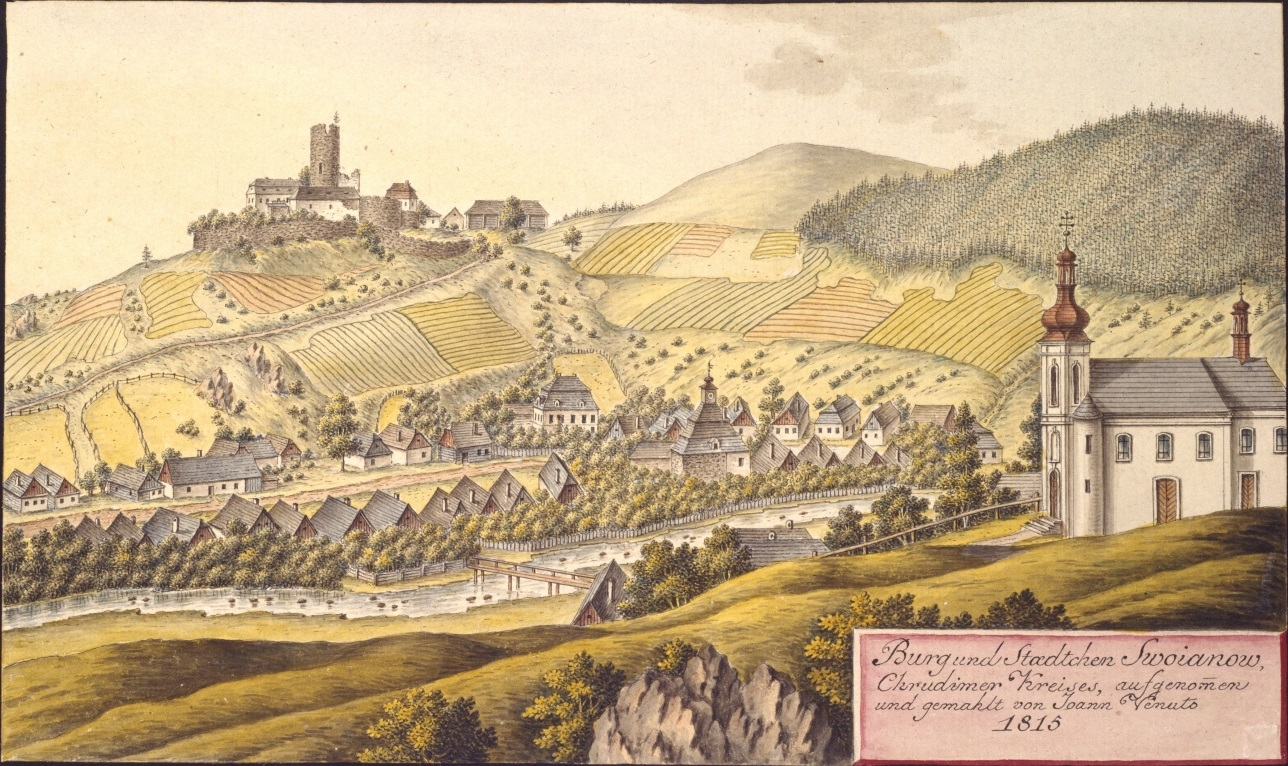
Burg und Städtchen Swoianow, Chrudimer Kreises, aufgenommen und gemahlt von Joann Venuto, 1815

Die römisch-katholische Pfarrkirche St. Peter und Paul (tschechisch kostel sv. Petra a Pavla) in Svojanov ist ein spätbarockes Kirchengebäude im Okres Svitavy in Tschechien. Zusammen mit der gegenüber thronenden Burg Svojanov bildet sie eine der Dominanten der Minderstadt.

## Lage
Die Kirche befindet sich am Fuße der Svatojánské skály auf einem erhabenen Platz in einer Flussschleife rechtsseitig der Křetínka am südlichen Ortsrand von Svojanov. Von der Křetínkabrücke führt ein Fahrweg vorbei an der Johannes-von-Nepomuk-Kapelle zur Kirche und weiter zum 200 m südlich gelegenen Friedhof.

## Geschichte
An dem Platz der Kirche stand früher eine dem hl. Petrus geweihte gotische Kapelle mit freistehendem Glockenturm. Über den Zeitpunkt der Errichtung dieser Kapelle ist nichts überliefert. Möglicherweise entstand sie zusammen mit dem am beengten Prallhang unter der Königsburg Fürstenberg als Suburbium angelegten Svojanov, der erhabene Standort gegenüber war günstig und von Hochwassern sicher. Es wird angenommen, dass die Kapelle seit der Mitte des 14. Jahrhunderts zur Pfarrei St. Nikolaus in Starý Svojanov gehört hat.
Die Besitzer des nach der Teilung in die Bedeutungslosigkeit gefallenen Gutes Svojanov wechselten in rascher Folge; ansässig war seit der Zerstörung der Burg keiner mehr. Diese Vernachlässigung spiegelte sich zum Ende des 18. Jahrhunderts auch im Zustand der Kirchenbauten wider. Die letzte Messe in der einsturzgefährdeten Kirche St. Maria Magdalena war 1770 gehalten worden, die Kirche St. Nikolaus als auch die Kapelle St. Peter waren verfallen. Die Pfarrei war zuvor schon – nicht nur wegen des untragbaren Zustandes des Pfarrhauses in Starý Svojanov – auf Wunsch des Grundherrn und der Bürger von Svojanov nach Svojanov verlegt worden.
Im Jahre 1786 ließ der Treuhänder des Vermögens des erloschenen Hauses Salm-Neuburg und Vormund der minderjährigen Töchter des Karl Vincenz von Salm-Neuburg den Abbruch der Kapelle St. Peter und des Glockenturmes vornehmen und an ihrer Stelle eine neue Pfarrkirche errichten, die 1788 vollendet und den Aposteln Peter und Paul geweiht wurde. Finanziert wurde der neue Kirchenbau aus dem Vermögen der aufgehobenen Kirche St. Maria Magdalena. Die Kirche Peter und Paul wurde zur Pfarrkirche für sämtliche Ortschaften des Gutes Svojanov: den Markt Svojanov sowie die Dörfer Dolní Lhota, Hutě, Jobova Lhota, Manova Lhota, Předměstí, Rohozná, Starý Svojanov und Studenec. Erster Pfarrer war Mansuetus Paulisch. Um die Kirche wurde eine Lindenallee angepflanzt.
Im Laufe der Zeit verfiel die Kirche; von den mittlerweile über 200-jährigen Lindenbäumen war sie zudem gänzlich zugewachsen. Der desolate Zustand des Kirchdaches führte nicht nur zu Schäden an den Decken, sondern gefährdete auch die Statik des Gebäudes. In den Jahren 1997 bis 1999 erfolgte eine Dachreparatur mit Mitteln aus dem Dächerfonds der Denkmalbehörde. Anschließend begannen Planungen für eine Generalsanierung. Zunächst waren nur weitere Instandsetzungen am Dach und den Türmen durchführbar. Nach der Fällung der Linden war die Kirche nun auch wieder sichtbar. Im Jahre 2007 konnte die Sanierung abgeschlossen werden. Mit Unterstützung von Sponsoren erfolgte auch die Neugestaltung der Umgebung der Kirche. Die Kirche ist als Kulturdenkmal geschützt.

## Bauwerk
Die ungeostete einschiffige Kirche steht auf einem erhöhten Platz über dem Städtchen Svojanov im Křetínkatal. Ihre Längsachse verläuft von Südost nach Nordwest.
An das Kirchenschiff schließt sich südöstlich ein länglicher Chor mit einem als Dachlaterne aufsitzenden Glockentürmchen an. Linksseitig des Chores befindet sich ein rechteckiger Sakristeianbau. Nordwestlich des Schiffes steht in der Fassade der quadratische Turm, dessen oberen Abschluss eine Laterne mit offenem Geläut bildet.

## Ausstattung
Der größte Teil des Interieurs stammt vom Beginn des 19. Jahrhunderts.
Aus der Kirche St. Maria Magdalena stammen das gotische Taufbecken, ein 1664 von Václav und Anna Rašín gestifteter barocker Zinnleuchter und die 1698 gefertigte Monstranz mit dem Familienwappen der Záruba von Hustiřan. Das aus dem Schloss Frischberg in Bistrau stammende Bildnis des hl. Johannes von Nepomuk entstand in der ersten Hälfte des 18. Jahrhunderts und ist ein Werk des flämischen Malers Anthoni Schoonjans. Die vergoldete Lindenholzfigur der aus der Kirche in Starý Svojanov stammenden Madonna von Svojanov wurde um 1480 von einem nicht namentlich bekannten mährischen Holzschnitzer geschaffen, der in Verbindung mit der Werkstatt von Niclas Gerhaert van Leyden zu sehen ist und nach der in Olmütz befindlichen „Madonna Primavesi“ als Meister der Madonna Primavesi bezeichnet wird.
Im Jahre 1886 wurde die Kirche mit einem neuen Geläut von W. C. Gössler aus Wien ausgestattet.
Die 1597 von Jan Benešovský gegossene Glocke ging im Zweiten Weltkrieg verloren.

## Pfarrei
Die Pfarrei Svojanov bildet zusammen mit der verbundenen Pfarrei Bělá nad Svitavou den äußersten südöstlichen Zipfel des Bistums Königgrätz. Neben der Pfarrkirche St. Peter und Paul gehören zur Pfarrei Svojanov noch die Filialkirchen St. Nikolaus in Starý Svojanov,  St. Erasmus in Rohozná und Mariä Himmelfahrt in Stašov sowie die Kapellen St. Maria Magdalena bei Předměstí und Mariä Himmelfahrt in Jobova Lhota.
Die früher eigenständige Pfarrei Rohozná mit der Filialkirche Stašov wurde 2008 der Pfarrei Svojanov zugeschlagen.